# Причерноморская низменность
Причерномо́рская ни́зменность (укр. Причорномо́рська низовина́, рум. Câmpia Mării Negre) — низменность на юге Украины и Молдавии, являющаяся частью Восточно-Европейской равнины. Представляет собой плоскую, слегка наклонённую на юг равнину, прилегающую к Чёрному и Азовскому морям. Расположена между дельтой Дуная на западе и рекой Кальмиус на востоке. Высоты — от — 5 метров ниже уровня моря (вблизи Куяльницкого лимана), до в среднем 90—150 метров над уровнем моря.
Причерноморская низменность сложена палеогеновыми и неогеновыми морскими отложениями (известняки, пески, глины), перекрытыми лёссами и лёссовидными суглинками.
Низкие равнины, пересечённые широкими (с серией террас) долинами рек Днепра, Южного Буга, Днестра и др. Водоразделы плоские; для них характерны западины-поды. Береговая полоса преимущественно обрывистая, часто с оползнями. Вблизи моря расположено много глубоко вдающихся лиманов (Днепровский, Днестровский и др.) и вдающихся в море песчаных кос.
Преобладают степные ландшафты с южными чернозёмами и тёмно-каштановыми почвами. Большая часть степей распахана и используется в качестве сельскохозяйственных земель.

## См. Также
- Низменности Украины